# Helena Åberg
Helena Åberg,  född 16 juli 1971 i Örnsköldsvik, svensk simmare med frisim som specialitet. Hon bor sedan 1974 i Helsingborg.
Helena Åberg blev vid Helsingborgs Simsällskaps 100-årsjubileum 2007 utsedd till Århundradets simmare i Helsingborgs Simsällskap. Helena var den första kvinnan i Sverige som simmade under 26 sekunder på 50 m frisim i kort bana 25,68 (JSM i Lund 1988).
Som bäst var Helena rankad 4:a i världen på 50 m frisim i kort bana (1988) och rankad 1:a i världen med sitt klubblag på 4x200 frisim (1989; Helena Åberg, Anna (Hansen)Hammar, Suzanne Nilsson och Britt-Marie Nilsson.
Under sin elitkarriär, 1988-1997, har Helena innehaft de Svenska rekorden på 50 frisim i lång och kort bana vid flera olika tillfällen. Helena har representerat Sverige på flera internationella mästerskap såsom EM 1989, OS 1988, Sprint-EM 1993 och 1994 samt VM 1997. Helena Åberg har levt öppet som gay sedan slutet på 1980-talet.

## Meriter
- Århundradets simmare i Helsingborgs Simsällskap (2007).
- VM-brons i lagkapp 4x100 Frisim vid VM i Göteborg (1997).
- EM-silver i lagkapp 4x50 Frisim vid kortbane-EM i Stavanger (1994).
- OS 1988
- Svensk mästarinna 27 gånger i lång bana och kort bana.

## Klubbar
- Helsingborgs Simsällskap